# Kaliningrad

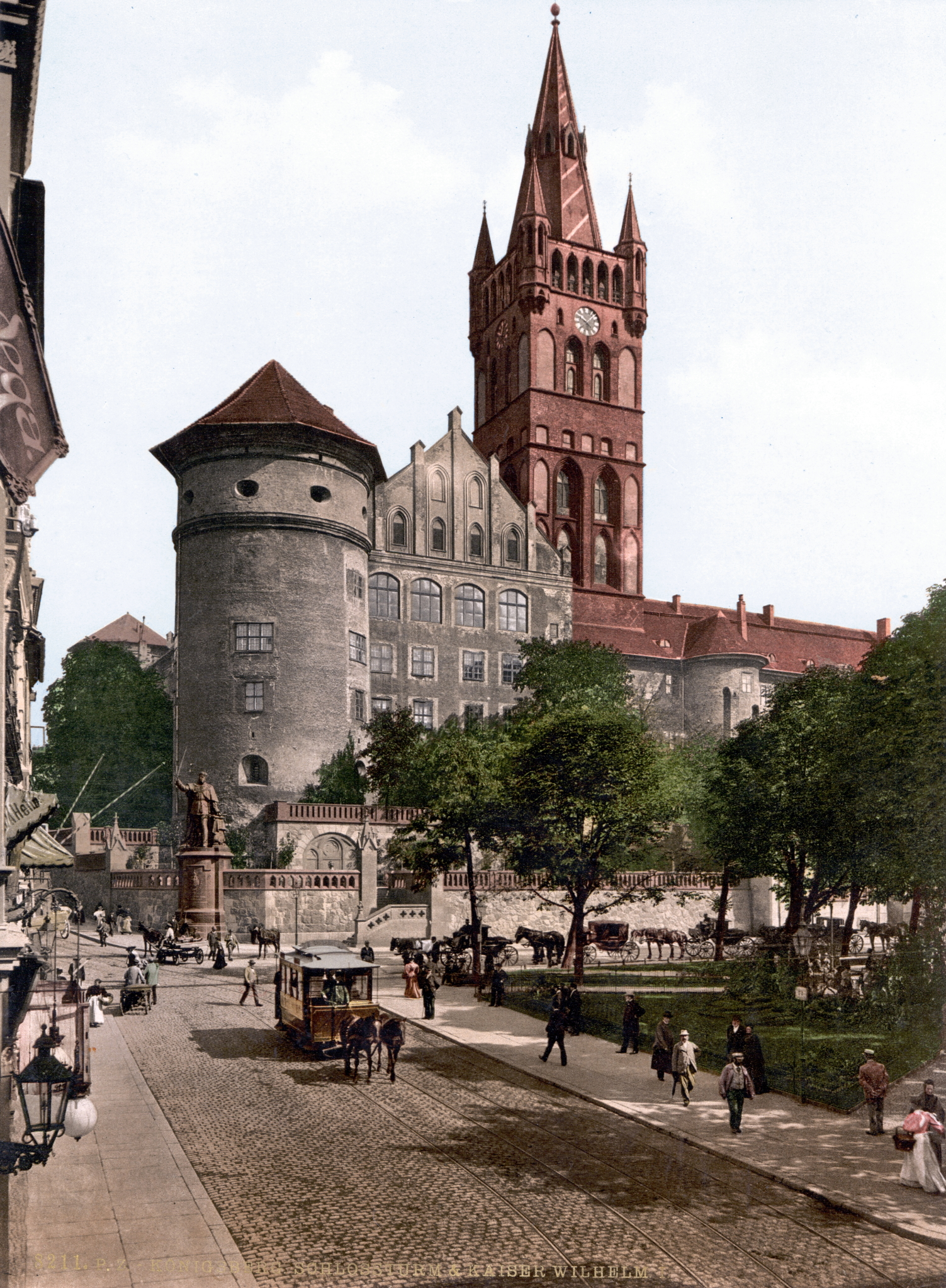
Slot van Koningsbergen, omstreeks 1900, de vroegere residentie van de Pruisische heersers

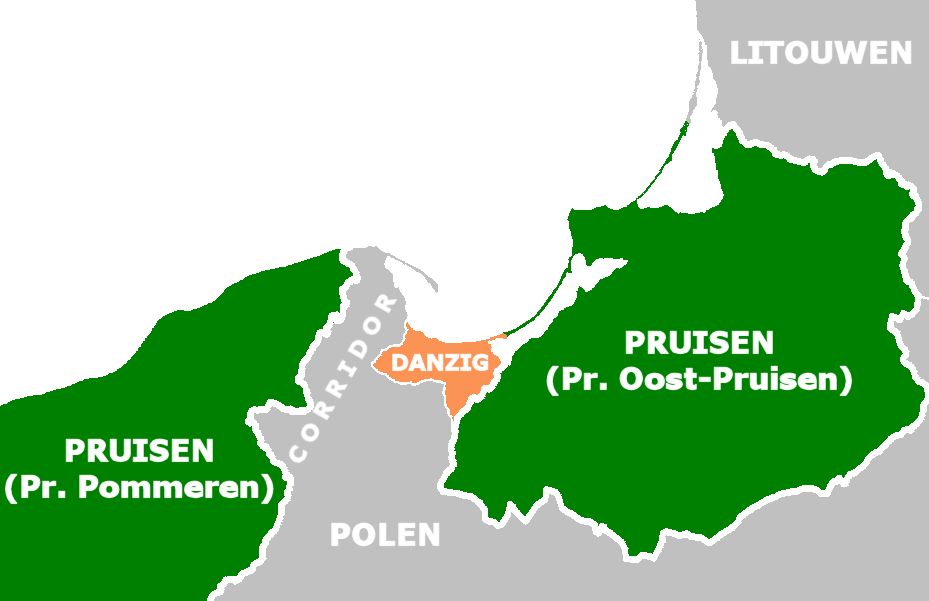
De Poolse Corridor (1923)

Kaliningrad (Russisch: Калининград; tot 1946 Koningsbergen; Duitse naam Königsberg in Ostpreußen; Pools: Królewiec) is een stad in het uiterste westen van Rusland en de hoofdstad van de oblast Kaliningrad.

## Algemene situering
Kaliningrad ligt in de historische regio Oost-Pruisen en was tot 1945 deel van Duitsland. Na 1945 kwam Kaliningrad in handen van de Sovjet-Unie. Sinds het uiteenvallen van de Sovjet-Unie in 1991 is dit gebied een exclave van Rusland, ingeklemd tussen Polen en Litouwen.
De stad ligt aan de kust van de Oostzee, aan de monding van de rivier de Pregolja (Pregel) en is een belangrijk verkeersknooppunt met een zeehaven en belangrijke spoor- en wegverbindingen. De luchthaven heet Chrabrovo. Er is ook veel industrie: machinebouw, metallurgische en lichtere industrie. Kaliningrad heeft voorts een universiteit, musea, theaters, opera, ballet en een dierentuin.
De stad Koroljov in de oblast Moskou heette tot 1996 ook Kaliningrad en was net als Kaliningrad genoemd naar de communistenleider en Stalin-handlanger Michail Kalinin.

## Geschiedenis

### Middeleeuwen
Koningsbergen werd gesticht als een burcht van de ridders van de Duitse Orde op de plek van het Oud-Pruisische dorpje Twangste in januari 1255. Het eerste fort was van hout, maar werd al in 1257 vervangen door een stenen burcht. De burcht werd genoemd naar koning Ottokar II van Bohemen, die een bondgenoot in de onderneming was.
In de jaren die volgden vestigden zich Duitse kolonisten in het gebied die zich vermengden met de oorspronkelijke Pruisische bevolking. De laatsten assimileerden en namen eerst de Nederduitse en later na de Reformatie de Hoogduitse taal over. Het Oudpruisisch, net als Lets en Litouws een Baltische taal, stierf daardoor langzaam uit. Na circa 1700 werd deze taal door niemand meer gesproken.
In 1286 kreeg Koningsbergen stadsrechten. Hoewel de groei van de stad beperkt werd door haar eigen stadsmuren, verrezen er in het ommeland al snel andere nederzettingen. In 1300 kreeg ook het nabijgelegen Löbenicht stadsrechten. Hoewel beide steden in principe onafhankelijk waren, vormden zij in praktijk één nederzetting en de naam Koningsbergen werd al gauw voor beide steden gezamenlijk gebruikt. In 1327 kreeg een derde nederzetting (Kneiphof) ook stadsrechten, zodat het nu een drielingstad was geworden, met drie raadhuizen en drie burgemeesters. Deze merkwaardige toestand zou tot 1724 in stand blijven. In 1368 trad de stad toe tot het Hanzeverbond en in 1457 werd ze residentie van de hochmeister van de Duitse orde, nadat het westelijk deel van de Ordensstaat (West-Pruisen), waarin de oude residentie Marienburg lag, aan Polen was afgestaan.

### Nieuwe tijd
Na de secularisering van de Duitse Orde in de begintijd van de reformatie werd de stad in 1525 residentie van het hertogdom Pruisen. In 1544 werd een universiteit ingericht, die de naam Collegium Albertinum of kortweg Albertina kreeg, naar haar stichter hertog Albrecht van Brandenburg-Ansbach. In 1724 werden de drie steden die Koningsbergen vormden en vele eromheen gegroeide dorpen uiteindelijk verenigd tot één bestuurlijk geheel. Deze verenigde stad is de stad die de filosoof Immanuel Kant (1724-1804) zijn thuis zou noemen. Hij was hoogleraar aan de befaamde Albertina. De invloedrijke filosoof zou de stad zijn hele leven maar zelden verlaten; hij ligt naar verluidt begraven naast de Dom van Koningsbergen, in een speciaal mausoleum, dat echter in de Tweede Wereldoorlog leeggeroofd is.
Tussen 1740 en 1763 werd Koningsbergen geografisch centrum in verschillende oorlogen tussen Pruisen, Polen en Rusland en van 1758 tot 1763 was het door Russische troepen bezet. In 1772 kwam, onder koning Frederik II de Grote, ook West-Pruisen onder Pruisisch gezag. Zodoende raakten Oost-Pruisen en Koningsbergen hun geografisch geïsoleerde positie t.o.v. het overige deel van Duitsland (dat destijds deel uitmaakte van het Heilige Roomse Rijk) kwijt. Sindsdien heette Frederik II "König von Preußen“ in plaats van „König in Preußen“. In de nadagen van het Napoleontische keizerrijk was Koningsbergen het bestuurlijke en geestelijke centrum van Pruisen, waar een hervormingsprogramma werd ontwikkeld en de opstand tegen Napoleon militair werd georganiseerd. Vanaf toen zou Pruisen een belangrijke macht in Europa worden welke na 1815 vrijwel de gehele Noord-Europese Laagvlakte van Rusland tot aan de Nederlandse grens zou beheersen.

### 1815 - 1945
In de 19e eeuw werd de stad aanzienlijk vergroot als belangrijk oostelijk bastion van het Pruisische koninkrijk). In 1813 telde Koningsbergen 50.000 inwoners en kwam daarmee als tweede na de metropool Berlijn (met 170.000) maar voor andere Duitse steden. In 1864 telde de stad 100.000 inwoners, maar toen was ze door westelijker gelegen Duitse steden al lang voorbijgestreefd. Na inlijving van randgemeenten in 1910 telde ze 246.000 inwoners.
Na de Eerste Wereldoorlog moest het verslagen Duitsland een flink stuk van zijn oostelijke gebieden afstaan aan het heropgerichte Polen, zoals vrijwel geheel West-Pruisen. Oost-Pruisen met als hoofdstad Koningsbergen, bleef Duits, maar werd nu door de Poolse Corridor gescheiden van de rest van het land. Aangezet door de vijandige Poolse politiek, die erop uit was de tot enclave gedegradeerde provincie te isoleren en eventueel uiteindelijk te annexeren, werd vanuit Berlijn met omvangrijke subsidies voorkomen dat de economie zou instorten en de bewoners zouden wegtrekken. In 1925 was de bevolking toch nog verder gegroeid tot 287.000, waaronder vluchtelingen uit de gebieden die Duitsland aan het nieuw opgerichte Polen had moeten afstaan. In 1933 werd, vooral door annexatie van buurgemeenten, het aantal van 372.000 bereikt.
Toch kreeg de economie van Oost-Pruisen het tijdens de crisisjaren nog meer dan in de rest van Duitsland te verduren. De inwoners van Oost-Pruisen stemden mede daarom al vroeg in meerderheid op Hitlers partij en maakten van hun provincie een van de eerste bolwerken van de nazi's, vooral op het platteland want een eeuwenoude liberale gezindheid kon in Koningsbergen, zij het ondergronds, voortbestaan.
Tijdens de Tweede Wereldoorlog vestigde Hitler zijn militaire hoofdkwartier de Wolfsschanze bij Rastenburg, een plaats ten zuiden van Koningsbergen in het huidige noordoosten van Polen. Gedurende het grootste deel van de oorlog lag de stad te ver van de frontlinies om door geallieerde bommenwerpers bereikt te worden. In augustus 1944 werd de historische binnenstad uiteindelijk echter toch grotendeels verwoest door Brits-Amerikaanse bombardementen. Adolf Hitler riep de stad in de laatste oorlogsmaanden uit tot vestingstad die tot elke prijs verdedigd moest worden door de inwoners. De meesten van de 370.000 inwoners bleven in de stad, tegen wil en dank omdat de nazi's iedere voor-evacuatie verboden hadden; op overtreding stond de doodstraf.

## Verwoesting en verdrijving na 1944
Door de nazipropaganda waren de Russen afgeschilderd als nietsontziende beesten, een beeld dat aansloot bij de omvangrijke verwoestingen die het (toen nog tsaristische) Russische leger bij zijn inval in 1914 in Oost-Pruisen had teweeggebracht. De meeste Duitse burgers wisten overigens in 1944 ook af van de wreedheden die in Rusland waren begaan door het Duitse leger en vooral door de SS-commando's. Dat wraak genomen zou worden was toen een algemene verwachting. De tragedie van Nemmersdorf (een uitgemoord dorp in oostelijk Oost-Pruisen dat eind 1944 door het Rode Leger was bezet maar kort daarop door de Duitsers was heroverd) had duidelijk gemaakt dat de Russen inderdaad op een niets en niemand ontziende manier wraak kwamen nemen. Hoewel vaststaat dat gruwelijkheden daadwerkelijk hebben plaatsgevonden zijn er wel enige kanttekeningen te plaatsen, zoals uit een studie van Fisch uit 1997 naar voren kwam. Vast staat dat de burgerbevolking toen daadwerkelijk door de Sovjetsoldaten op weinig ontziende wijze ter dood is gebracht. De nazipropaganda maakte hier dankbaar gebruik van om de bevolking te motiveren om tot het uiterste verzet te gaan bieden.
De meeste burgers van Koningsbergen ontvluchtten in de laatste maanden van de winter van 1944-1945, toen de nazi's hun ijzeren greep op de bevolking vrijwel verloren hadden, de stad in westelijke richting naar de kust of de nabije havenstad Pillau, waar velen door de Duitse marine over de Oostzee werden geëvacueerd. Zichzelf voorhoudend dat ieder gewonnen uur het leven van duizenden wanhopige vrouwen, bejaarden en kinderen kon redden, vocht de Duitse Wehrmacht tegen zijn oppermachtige Sovjet-tegenstander. Niettemin kwamen veel vluchtelingen door Russisch (vliegtuig)vuur of door de strenge vorst om het leven. Ook verscheidene met tienduizenden vluchtelingen afgeladen schepen werden op de Oostzee getorpedeerd door Russische duikboten. Op 6 april 1945 zette het Rode Leger het eindoffensief tegen de stad in, waarna op 9 april de capitulatie volgde. De commandobunker van de laatste Duitse bevelhebber Otto Lasch is tegenwoordig een toeristische bezienswaardigheid in het centrum van Kaliningrad.
Bij de verovering door de Sovjets waren er nog 150.000 Duitse inwoners in de stad. Van de resterende bevolking kwam in de jaren 1945-1947 het overgrote deel, ongeveer 130.000 mensen, om door honger, ziektes en Russische wraakacties. Het noordelijk deel van Oost-Pruisen met Koningsbergen werd vlak na verovering geannexeerd door de Sovjet-Unie. De weinig nog resterende Duitse bevolking werd in de naoorlogse periode naar het huidige Duitsland gedeporteerd. De laatste Duitsers vertrokken, op enkele uitzonderingen na, in de jaren vijftig van de 20e eeuw.

## Kaliningrad
In 1946 werd de stad omgedoopt in Kaliningrad, naar Michail Ivanovitsj Kalinin, de kort tevoren overleden president van de Sovjet-Unie en een bondgenoot van Stalin. Dit ondanks het gegeven dat Kalinin met de stad nooit iets van doen had gehad en er al twee andere Russische steden naar hem genoemd waren (Kalinin, nu Tver, en Kaliningrad bij Moskou, nu Koroljov). Na de verdrijving van de Duitse bewoners werden de stad en omgeving herbevolkt door vooral Russen en kleinere groepen van meest Wit-Russen en Oekraïners.

### 1950 - 1991
Na de oorlog volgde een snelle wederopbouw, naar Sovjet-Russisch model. Hierbij werd het oude Duitse stratenpatroon grotendeels losgelaten en werd de bijna volledig verwoeste binnenstad deels herbouwd met grote, grauw-betonnen flatgebouwen. Daarvoor moesten de restanten van de historische bebouwing worden opgeruimd nadat de zwaarste muren, bijvoorbeeld die van het Pruisisch-koninklijke Stadtschloss (in 1968), eerst werden opgeblazen. Tijdens het Brezjnevregime was het beleid gericht op een totale verwijdering van alle historische bouwsubstantie die naar het Duitse verleden verwees. In de buitenwijken is die toch bewaard gebleven. Enkele grote gebouwen die herstelbaar waren zijn gerenoveerd en de geruïneerde dom mocht als waarschuwingssymbool blijven staan, en het graf van Immanuel Kant, dat tegen de buitenmuur was gebouwd, werd in ere hersteld. Kant werd immers gezien als filosofisch inspirator van Karl Marx en Friedrich Engels. De opvallendste nieuwbouw is het Huis van de Sovjets, een grauwe leegstaande betonkolos vlak naast de plaats waar voorheen het Stadtschloss stond, de burcht waaromheen de historische stad gegroeid was. Deze blikvanger heeft in Kaliningrad de bijnaam 'het Monster' verworven. 
De stad werd van groot strategisch militair belang als steunpunt voor de Sovjetmacht, vooral voor de marine, met onder andere de marinebasis in Baltisk, het vroegere Pillau. Kaliningrad was vele jaren een zogenoemde gesloten stad, waar behoudens een paar 'vriendschapsbezoeken' uit het naburige Polen zelden een buitenlander werd toegelaten. De stad had een voornamelijk militair-strategische betekenis en het ommeland werd dan ook sterk verwaarloosd. De kolchos-aanpak van de landbewerking richtte grote schade aan in de kleinschalige, maar technisch hoogstaande landbouw van het voormalige Oost-Pruisen. Met name in de afwatering werden de oude voorzieningen niet langer in stand gehouden en dat had tot gevolg dat een groot deel van het landbouwareaal in het van oorsprong drassige en laaggelegen land weer in moeras veranderde. De helft van de dorpen werd afgebroken of als ruïne achtergelaten. Alleen de grootste plaatsen behielden een redelijk bevolkingsniveau, hoewel op een lagere schaal dan voor de oorlog.

### Na 1991
Pas in 1991 ging de stad weer open en konden ook Duitsers haar voor het eerst na ongeveer 45 jaar bezoeken. Dit heet in Duitsland Heimat-toerisme. Het na al die tijd weerzien van de sterk veranderde plaats van hun jeugd was voor veel Duitse bezoekers een emotionele ervaring. Van 1993 tot en met 2006 werd de kathedraalruïne met vooral Duits geld gerestaureerd. Zij dient nu als Russisch-orthodoxe kathedraal waarin aan de Duits-lutherse gemeente medegebruik is toegestaan. De Pruisisch-koninklijke inrichting is verloren gegaan. De omringende binnenstad bleef voorlopig leeg.
In 2005 werd het 750-jarig bestaan van de stad gevierd. Ter gelegenheid hiervan werd een van de bewaard gebleven stadspoorten, de Königstor, gerestaureerd. Sindsdien is er veel aan het stadsbeeld veranderd door een groot aantal nieuwbouwprojecten, waarvan de bouw van de Russisch-orthodoxe Christus-de-Verlosser-Kathedraal het belangrijkste voorbeeld is. Ten zuiden van de oude kathedraal verrees Fischdorf, een naar oude Duitse voorbeelden gebouwde nieuwe wijk. Op 13 september 2006 gaf de Russische president Poetin groen licht voor de wederopbouw van de burcht, die echter vertraging opliep.
Opmerkelijk is dat er sinds ongeveer 1991 een toegenomen aanwezigheid van 'Duitsers' in de stad en omgeving is. Na de Duitse hereniging mochten alle Volksduitsers, uit Oost-Europa die aantoonbaar Duitse voorouders hebben naar Duitsland emigreren of vluchten. Volksduitsers zijn voornamelijk Russen van etnisch Duitse afkomst wier voorouders in de 18e en 19e eeuw als boerenkolonist emigreerden naar Rusland, vooral naar Oekraïne en het Wolgagebied, en onder Stalin bij de nadering van de Duitse legers in 1941 naar Siberië en Kazachstan werden gedeporteerd. Velen van hen uit onder andere Rusland, Kazachstan maar ook uit Polen en Roemenië deden dit maar ook velen konden niet aarden in het 'oude vaderland' door onder andere discriminatie door de 'autochtone' Duitsers die vaak neerkijken op hun verre verwanten. Sommigen van deze re-emigranten hebben zich ten slotte gevestigd in Kaliningrad en dorpen in de overige oblast, waar ze welkom zijn omdat er een tekort aan goede vakarbeiders is. Er zijn in de stad diverse verenigingen van Russlanddeutsche. Zij vormen enkele lutherse kerkgemeenten.
Kaliningrad kampt met een aantal problemen die ook gelden voor veel andere Russische steden. Zo is er een hoge graad van corruptie in het ambtenarenapparaat. Ook heeft de Russische maffia een stevige greep op onder andere drugshandel en prostitutie, en er is een grote groep zwervers, straatkinderen en verslaafden. Ook is de levensverwachting en algemene gezondheid een stuk lager dan in omringende landen, mede door de slechte milieusituatie, veroorzaakt door de zware industrie die de omgeving vervuilt. Afvalwater wordt bijvoorbeeld ongezuiverd in de Pregel en op de Oostzee geloosd. Met verschillende actieplannen probeert de regering van de oblast aan deze problemen wat te doen.
Begin november 2008 raakte via president Dmitri Medvedev bekend dat Rusland geavanceerde Iskander-raketten gaat stationeren in Kaliningrad als tegengewicht voor het geplande Amerikaanse raketschild op Pools en Tsjechisch grondgebied.
Dat Kaliningrad voor Rusland belangrijk is bleek ook uit het feit dat deze stad in 2018 bij het WK Voetbal een van de elf speelsteden was. In 2018 werd ook de Nieuwe Synagoge van Koningsbergen heropend. De synagoge die in 1938 verwoest werd, werd heropgebouwd en kreeg de naam die ze vroeger ook had. Er zijn plannen om het aangezicht van de stad te veranderen en historische gebouwen terug te brengen. In 2021 werd het Huis van de Sovjets afgebroken. Het eiland Kneiphof, dat vroeger het stadscentrum was, is op de kathedraal na nog onbebouwd en zou zich voor zulke historiserende nieuwbouw lenen.
In 2022 begon Litouwen naar aanleiding van de Russische invasie van Oekraïne met grondige controles van Russische vracht in transit vanuit Kaliningrad naar Rusland, zeer tot ongenoegen van Moskou. De Europese Unie verduidelijkte en versoepelde echter nadien de reglementering.

### Naam van de stad
Kaliningrad (letterlijk vertaald, Kalininstad) werd in 1946 genoemd naar de pas overleden politicus Michail Kalinin, die geen band had met de stad. In de Duitstalige wereld wordt de stad nog vaak Königsberg genoemd en ook het Nederlandse Koningsbergen wordt nog gehoord. Deze naam betekent hetzelfde als Monterrey. In de stad zelf werd de naam begin 21e eeuw opnieuw een actueel thema. De burgemeester, Felix Lapin, en de gouverneur, Georgi Boos, staan niet weigerachtig tegenover een naamsverandering.
In de omgangstaal is de gerussificeerde vorm Kjonigsberg (Russisch: Кёнигсберг) gebruikelijk geworden. In de discussie over de toekomstige naam van de stad heeft dit veel aanhang omdat deze ook door de overwegend Russische bevolking geaccepteerd wordt. De erfgenamen van de naoorlogse Russische immigranten worstelden in 2017 met hun identiteit. Zij spraken dan neutraal over de stad K verwijzende naar de gerussificeerde en destijds Pruissische stad.

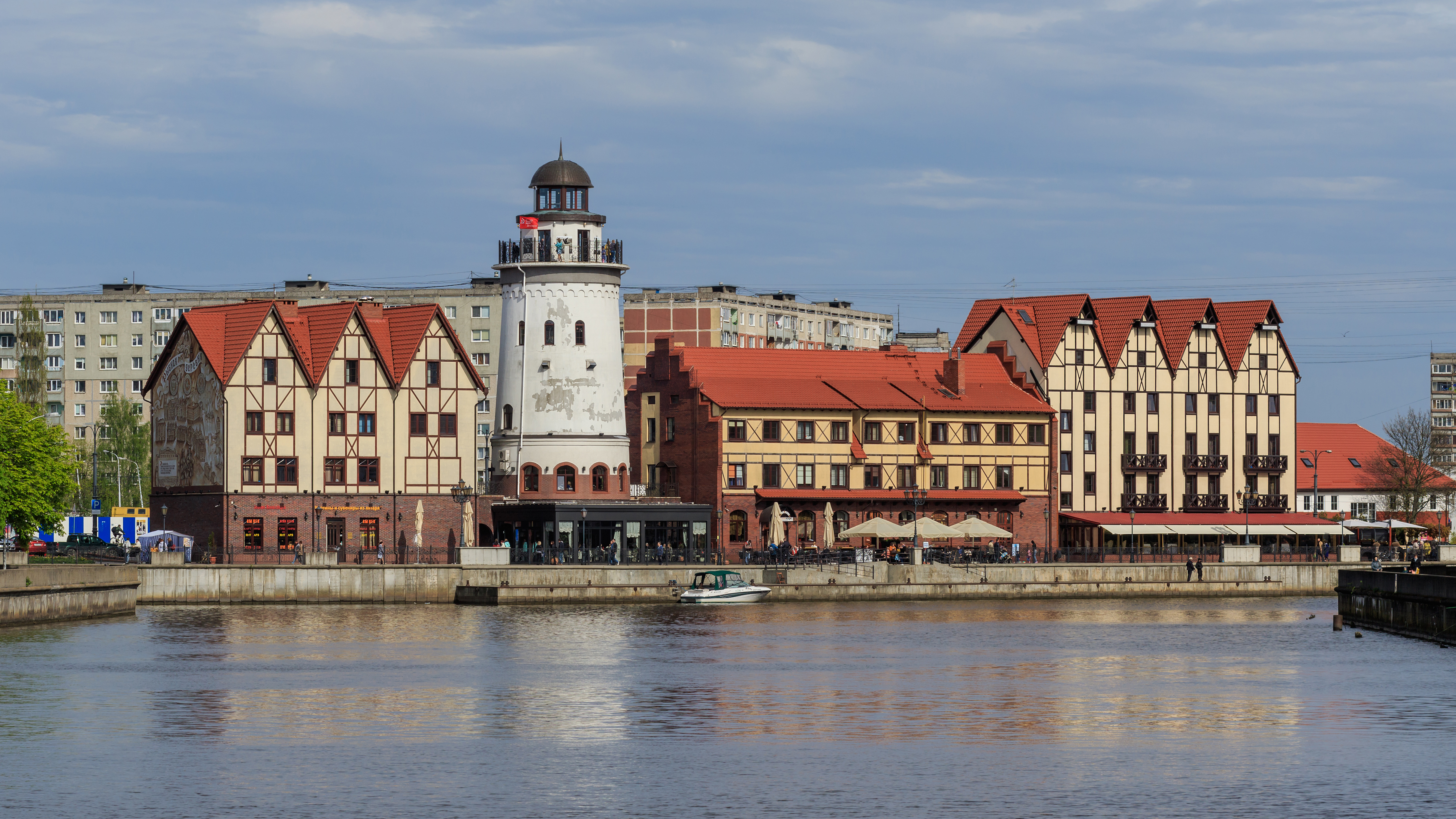
Fischdorf

Bewegingen die ijveren voor het historische Koningsbergen  of Korolowez (naar de Poolse benaming Królewiec en het Tsjechische Královec - met dezelfde betekenis) of een hernoeming naar Kantgrad (naar de in 1724 aldaar geboren filosoof Immanuel Kant) krijgen weinig bijval van de Russische bevolking. Tegenstanders van de naamswijziging zien een revisionistische achtergrond van de verdreven oorspronkelijke bevolking.
In 2006 werd begonnen met de bouw van een nieuw toeristisch centrum in de stad, Fischdorf. Deze nieuwe stadswijk met Duitse naam werd gebouwd in oude Pruisische stijl. Hotels en restaurants hebben een Duitse naam.

## Geografie

### Ligging

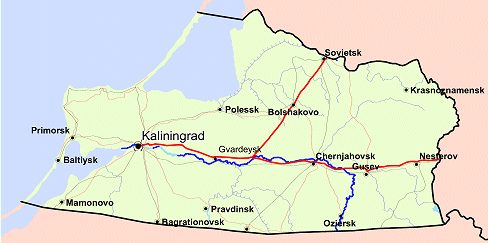
Ligging van de stad binnen de oblast Kaliningrad

Kaliningrad is de meest westelijke grote stad van Rusland en ligt aan de monding van de rivier de Pregel, die in het iets westelijker gelegen Wislahaf uitkomt. De Wislaschoorwal, een smal schiereiland, sluit dit bekken van de Oostzee af. De stad Kaliningrad bevindt zich op 4,8 meter boven zeeniveau.
Op 15 november 1901 werd het Königsberger Seekanal (Zeekanaal van Koningsbergen) geopend. Dit kanaal verbindt de stad Kaliningrad met de stad Baltijsk en de Oostzee.
In het noorden en westen grenst de stad aan het schiereiland Samland (zemljandski Poloeostrov).

### Stadsdelen
De stad Kaliningrad bestaat uit vijf grote wijken:
- Baltiejski (Baltisch Kwartier)
- Moskovski (Moskou-kwartier)
- Leningradski (Leningrad-kwartier)
- Oktjabrski (Oktober-kwartier)
- Tsentralny (Centrum, ten noordwesten van de oude stad)

## Klimaat
De gemiddelde jaartemperatuur in de stad bedraagt +7,2 °C, de gemiddelde windsnelheid 3,2 m/s en de gemiddelde luchtvochtigheid 80%.
| Maand                       | jan   | feb   | mrt   | apr  | mei  | jun  | jul  | aug  | sep  | okt   | nov   | dec   | Jaar  |
| --------------------------- | ----- | ----- | ----- | ---- | ---- | ---- | ---- | ---- | ---- | ----- | ----- | ----- | ----- |
| Hoogste maximum (°C)        | 12,7  | 15,6  | 23    | 31,7 | 30,6 | 33,5 | 36,3 | 36,5 | 31,2 | 26,4  | 19,4  | 13,3  | 36,5  |
| Gemiddeld maximum (°C)      | −0,3  | 0,1   | 4,5   | 11,1 | 17,2 | 20,6 | 22,1 | 21,7 | 17,4 | 11,9  | 5,5   | 1,9   | 11,2  |
| Gemiddelde temperatuur (°C) | −3,2  | −2,5  | 1,1   | 6,1  | 11,8 | 15,5 | 17,1 | 16,6 | 12,9 | 8,3   | 3,3   | −0,7  | 7,2   |
| Gemiddeld minimum (°C)      | −5,4  | −5,4  | −2,3  | 2,3  | 6,8  | 10,7 | 13   | 12,5 | 9,2  | 5,1   | 1     | −2,6  | 3,8   |
| Laagste minimum (°C)        | −32,5 | −33,3 | −21,7 | −5,4 | −3,1 | 0,7  | 4,5  | 1,6  | −2   | −11,2 | −18,7 | −25,6 | −33,3 |
|                             |       |       |       |      |      |      |      |      |      |       |       |       |       |
| Neerslag (mm)               | 57    | 40    | 43    | 37   | 53   | 71   | 80   | 90   | 89   | 79    | 91    | 73    | 803   |
| Bron: (ru) Weer en klimaat  |       |       |       |      |      |      |      |      |      |       |       |       |       |

## Bezienswaardigheden

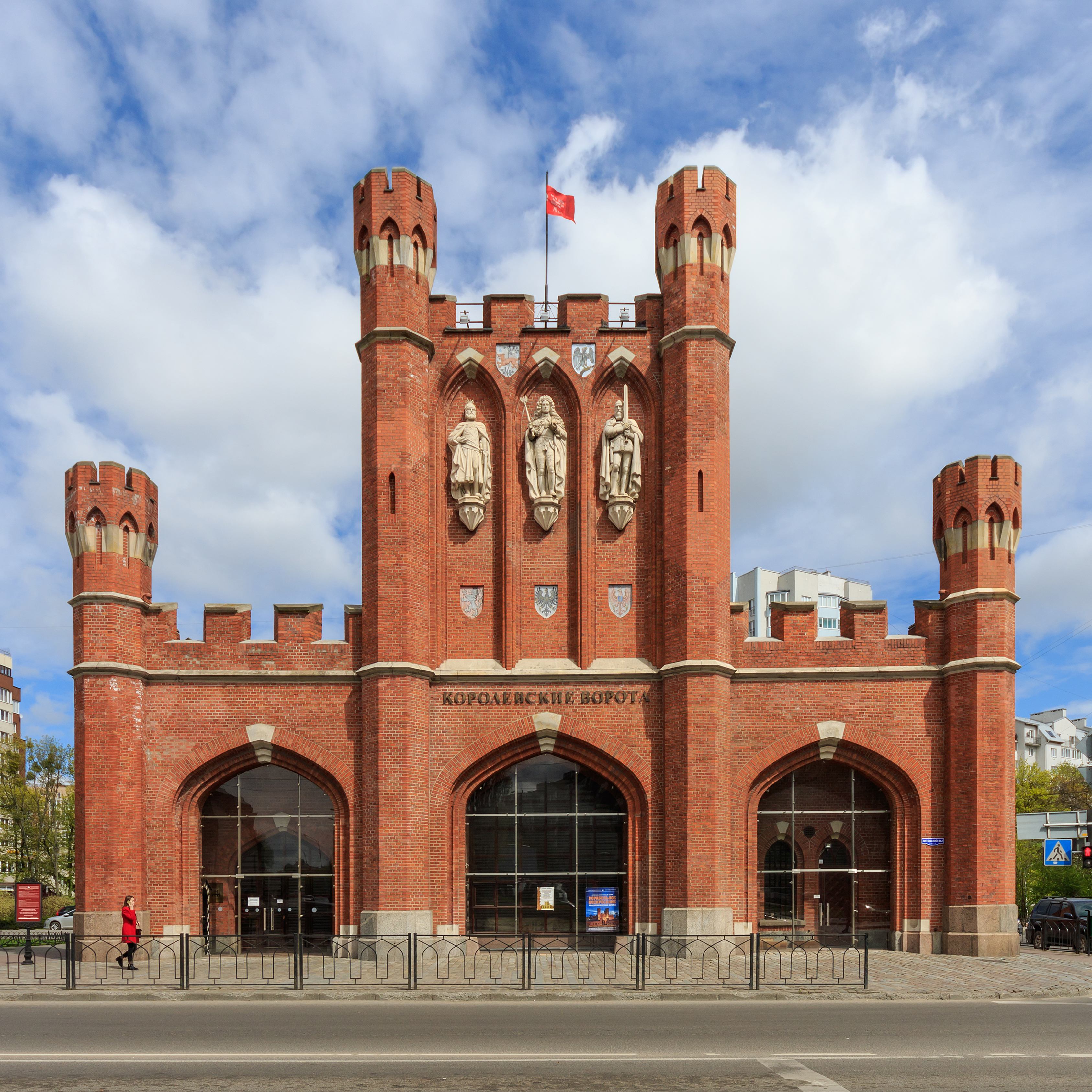
De Koningspoort

Het vroeger dichtbebouwde stadscentrum van voor de Tweede Wereldoorlog bestaat nu uit parken en brede straten. Op de plek van het voormalige Slot van Koningsbergen staat nu in de jaren zestig gebouwde Huis van de Sovjets. Hoewel het massief gebouwde Stadtschloss technisch nog voor herstel geschikt was, het gebouw was weliswaar uitgebrand en had geen dak meer maar de massieve muren stonden nog redelijk intact overeind, werden deze muren in 1957 als symbool van Pruisische macht met dynamiet opgeblazen.
Op het Kneiphof (Russisch: Кнайпхоф) staat de Dom van Koningsbergen, het enige gebouw van de oude stadsbebouwing dat de Russische autoriteiten als ruïne lieten staan, en dat na 1990 met Duits geld werd gerestaureerd. Het wordt als cultuurcentrum gebruikt. Binnenin bevinden zich twee kleine gebedsruimtes en achter de Dom bevindt zich het graf van Immanuel Kant. Het huidige stadscentrum bevindt zich in het noordwesten van de oude stad aan Plosjtsjad Pobedy. Aan het plein bevindt zich een theater, het Station Kaliningrad Severny, het stadsbestuur, vele bedrijven en de Russisch-orthodoxe Christus de Verlosserkathedraal. Iets buiten het centrum zijn er nog enkele kerkgebouwen uit het einde van de 19e - begin 20e eeuw te vinden, o.a. de Heilige-Familiekerk van de Koningsbergse architect Friedrich Heitmann. Een ander kerkgebouw is onder andere de Rosenauer Kerk.
Bezienswaardig zijn de Beurs van Kaliningrad, Dierentuin van Kaliningrad, verscheidende kerken en meerdere stadspoorten waarvan de Koningspoort de bekendste is. Andere zijn de Wrangeltoren, Dohnatoren met het Barnsteenmuseum, Brandenburgsepoort, Sackheimpoort, Friedrichsburgpoort, Rossgärtnerpoort en de Friedländpoort. Een markant bouwwerk is ook de in 1962 gebouwde 151 meter hoge televisiezendmast.
Er staan in Kaliningrad verscheidende standbeelden en monumenten. Het bekendste is het door Christian Daniel Rauch ontworpen standbeeld van Immanuel Kant uit 1864. Het beeld raakte in 1945 zoek en werd in 1992 op kosten van Marion Dönhoff gekopieerd en neergezet bij de universiteit. Een ander standbeeld is het standbeeld van Hertog Albrecht, dat in 2005 opnieuw werd opgericht op zijn oorspronkelijke plek. Bezienswaardig is het Kosmonautenmonument. Met dit monument eert Kaliningrad de kosmonauten en ereburgers van de stad – Alexei Leonov, Juri Romanenko en Alexander Viktorenko. Verdere monumenten zijn het Kutusov-monument, het Schiller-monument, het monument voor tsaar Peter de Grote, het Monument voor Moedertje Rusland en het Monument voor de 1.200 Gardisten.
In de stad staat ook de Russische Staatsuniversiteit Immanuel Kant, gelegen op de oude campus van de Universiteit van Koningsbergen.
In 2019 is de herbouwde Nieuwe Synagoge geopend. In de kristallnacht van 1938 was dit gebouw verwoest.

## Sport
Kaliningrad is de thuisbasis van de voetbalclub FC Baltika Kaliningrad die in de Russische Eerste Divisie speelt. De stad was een van de speelsteden voor het WK van 2018 dat in Rusland werd gehouden. De wedstrijden werden gespeeld in de Arena Baltika.

## Partnersteden
| - Aalborg, Denemarken (2000) - Białystok, Polen (1994) - Bremerhaven, Duitsland (1992) - Cork, Ierland (1994) - Dalian, Volksrepubliek China (1998) - Elbląg, Polen (1994) - Gdańsk, Polen (1994) - Gdynia, Polen (1994) - Groningen, Nederland (1998) - Kalmar, Zweden (2000) - Kaunas, Litouwen (2000) - Kiel, Duitsland (1992) - Klaipėda, Litouwen (2000) | - Łódź, Polen (2002) - Malmö, Zweden (1994) - Norfolk, Verenigde Staten (1992) - Odense, Denemarken (2000) - Olsztyn, Polen (1993) - Panevėžys, Litouwen (2002) - Racibórz, Polen (2002) - Rostock, Duitsland (1991) - Šiauliai, Litouwen (2003) - Southampton, Verenigd Koninkrijk (1996) - Toruń, Polen (1995) - Vilnius, Litouwen (2000) - Zabrze, Polen (1998) |

Er is tevens een samenwerkingsakkoord met:
- Turku (Finland)
- De wijk Lichtenberg in Berlijn (2001)

## Geboren in Koningsbergen
- Michael Willmann (1630-1706), barokschilder in dienst van de kerk werkzaam in Silezië en aan het hof in Berlijn.
- Alexander von Dönhoff (1633-1742), invloedrijk Pruisisch generaal-majoor uit een van de oudste en machtigste Pruisische geslachten
- Georg Friedrich Rogall (1701-1723), voorloper van het Oost-Pruisische piëtisme en directeur van het Collegium Fridericianum
- Immanuel Kant (1724-1804), hoogleraar met wereldfaam in de rechten, filosofie en ethiek. Legde de grondslag voor een empirische tegenover de gangbaar metafysische benadering
- Johann Georg Hamann (1749-1829), religieus filosoof en als zodanig opponent van Kant
- Zacharias Werner (1768-1823) als dichter en dramaturg belangrijk vertegenwoordiger van de Duitse Romantiek
- William Motherby (1776-1847), veearts en veehouder, begon als eerste in 1803 met de pokken-inenting, oprichter van de Gesellschaft der Freunde Kants
- Ernst Theodor Amadeus Hoffmann (1776-1822), jurist, schrijver, componist en tekenaar van een eigen en bijzonder origineel romantisch-surrealistisch genre
- Johann Jacoby (1805-1877), radicaal-liberaal, deelnemer aan het Frankfurter Parlement (1848), opposant van Bismack na de eenwording van Duitsland als keizerrijk, bleef ondanks rechtspositionele belemmeringen actief in de joodse gemeenschap
- Martin Sigismund Eduard Simson (1810-1899) parlementariër en juridisch hoogleraar van joodse afkomst, in 1888 door Keizer Wilhelm II in de adelstand benoemd (sindsdien ’von Simson’)
- Fanny Lewald-Marcus (1811-1889), realistisch-feministisch schrijfster van joodse afkomst
- Johann Georg Rosenhain (1816-1887) van joodse afkomst, wiskundige, om zijn vernieuwend werk in 1846 bekroond door de Académie des Sciences in Parijs
- Philipp zu Eulenburg (1820-1889), diplomaat van Saksische afkomst, in Pruisische dienst en belangrijk bij de vorming van het Wilhelminische keizerrijk
- Gustav Robert Kirchhoff (1824-1887), natuurkundige, ontdekker van de spectraalanalyse samen met Bunsen, die daarvan de naamgever werd
- Otto Wallach (1847-1931), scheikundige en Nobelprijswinnaar (1910)
- David Hilbert (1862-1943), wiskundige
- Erich von Drygalski (1865-1949), poolonderzoeker van internationale faam, gaf zijn naam aan enkele poolgebieden
- Käthe Kollwitz (1867-1945), pacifiste, sociaal-naturalistisch beeldhouwster
- Arnold Sommerfeld (1868-1951), Duits theoretisch natuurkundige
- Otto Braun (1872-1955), sociaaldemocratisch politicus, minister-president van de deelstaat Pruisen tijdens de Weimarrepubliek, vluchtte in 1933 voor de nazi’s
- Agnes Miegel (1879-1964), dichteres en schrijfster van een aan Oost-Pruisen verbonden genre
- Moshe Smoira (Mozes Zmora, 1888-1961), emigreerde in 1922 naar Palestina en werd in 1948 de eerste president van het Israëlische hooggerechtshof
- Erich Wollenberg (1892-1973), communist, nam deel aan Spartacusopstand, werd gevangengezet, vertrok naar de Sovjet-Unie waaruit hij als trotskist moest vluchten; vestigde zich na de oorlog in de Bondsrepubliek
- Werner Richard Heymann (1896-1961), componist en dirigent, vluchtte in 1933 vanwege zijn joodse afkomst naar de VS, kwam in 1951 terug naar München
- Fritz Albert Lipmann (1899-1986), Duits-Amerikaans biochemicus en Nobelprijswinnaar (1953)
- Werner Ostendorff (1903-1945), generaal
- Georg Spielmann (1908-1985), communistisch politicus, vocht mee in het Rode Leger en zette zijn carrière voort in de DDR
- Christa Williams (1926-2012), zangeres
- Leah Rabin-Schlossberg (1928-2000) Israëlisch vredesactiviste en vrouw van Yitzchak Rabin, voormalig minister-president van Israël
- Kraft Schepke (1934-2023), roeier
- Frank Schepke (1935-2017), roeier
- Heinrich August Winkler (1938), historicus, nam deel aan de Duitse Historikerstreit als opponent van Nolde c.s.
- Reinhard Bonnke (1940-2019), evangelist
- Manfred Reichert (1940-2010), voetballer

## Geboren in Kaliningrad
- Aleksandr Puštov (1964) Russisch-Estisch voetballer en voetbalcoach
- Andrejus Zadneprovskis (1974) Litouws vijfkamper
- Irina Zahharenkova (1976) klavecimbelspeelster
- Ljoedmila Alexandrovna Poetina geboren 1958 als Ljoedmilla Sjkrebneva, ex-vrouw van Vladimir Poetin
- Tatjana Mihhailova (1983), zangeres
- Pavel Shcherbakov (1980), trombonist en componist